# 珍妮特·纳特
珍妮特·纳特（英語：Janet Nutter，1953年4月2日—），加拿大女子跳水运动员。她曾代表加拿大参加1975年和1979年泛美运动会跳水比赛，获得一枚金牌和一枚铜牌。她也曾参加1978年英联邦运动会。